# 沔州 (湖北省)
沔州（べんしゅう）は、中国にかつて存在した州。南北朝時代から唐代にかけて、現在の湖北省中南部に設置された。

## 魏晋南北朝時代
南朝梁により設置された梁安郡と沔陽郡を前身とする。
西魏により梁安郡は魏安郡と改称され、江州が置かれ、江州の州治が甑山県に置かれた。間もなくに魏安郡は汊川郡と改称された。554年（廃帝3年）、江州は沔州と改称された。568年（光大2年）、南朝陳の程霊洗が北周の沔州を攻め落とした。
北周により沔陽郡の建興県に復州が置かれた。

## 隋代
隋代が成立すると当初は3郡4県を管轄した。583年（開皇3年）、復州の属郡は廃止され、復州の州治は竟陵県に移された。603年（仁寿3年）、復州の州治が建興県にもどされた。606年（大業2年）、復州は沔州と改称された。607年（大業3年）、郡制施行に伴い沔陽郡と改称され、下部に5県を管轄した。隋代の行政区分に関しては下表を参照。
| 隋代の行政区画変遷 | 隋代の行政区画変遷 | 隋代の行政区画変遷 | 隋代の行政区画変遷 | 隋代の行政区画変遷 | 隋代の行政区画変遷 | 隋代の行政区画変遷                 |
| 区分               | 開皇元年           | 開皇元年           | 開皇元年           | 開皇元年           | 区分               | 大業3年                            |
| ------------------ | ------------------ | ------------------ | ------------------ | ------------------ | ------------------ | ---------------------------------- |
| 州                 | 復州               | 復州               | 復州               | 荊州               | 郡                 | 沔陽郡                             |
| 郡                 | 沔陽郡             | 竟陵郡             | 汊川郡             | 監利郡             | 県                 | 沔陽県 竟陵県 甑山県 監利県 漢陽県 |
| 県                 | 建興県             | 竟陵県 京山県      | 甑山県             | 監利県             | 県                 | 沔陽県 竟陵県 甑山県 監利県 漢陽県 |

## 唐代の沔州
621年（武徳4年）、唐が朱粲を滅ぼすと、沔陽郡の漢陽県に沔州が置かれた。漢陽県を分割して汊川県が新設された。742年（天宝元年）、沔州は漢陽郡と改称された。758年（乾元元年）、漢陽郡は沔州の称にもどされた。763年（宝応2年）、安州の孝昌県が分離されて沔州に属した。沔州は淮南道に属し、漢陽・汊川・孝昌の3県を管轄した。781年（建中2年）、沔州は廃止された。783年（建中4年）、再び沔州が立てられた。818年（元和13年）、孝昌県が安州の属県にもどされた。826年（宝暦2年）、沔州は廃止され、鄂州に編入された。

## 唐代以降の復州と沔陽州
622年（武徳5年）、唐により沔陽郡は復州と改められた。742年（天宝元年）、復州は竟陵郡と改称された。758年（乾元元年）、竟陵郡は復州の称にもどされた。復州は山南東道に属し、竟陵・沔陽・監利の3県を管轄した。
宋のとき、復州は荊湖北路に属し、景陵・玉沙の2県を管轄した。
1276年（至元13年）、元により復州は復州路と改められた。1278年（至元15年）、復州路は沔陽府と改められた。沔陽府は河南江北等処行中書省に属し、玉沙・景陵の2県を管轄した。
1376年（洪武9年）、明により沔陽府は沔陽州に降格したが、玉沙県は廃止され、沔陽州に編入された。沔陽州は承天府に属し、景陵県1県を管轄した。
清のとき、沔陽州は漢陽府に属し、属県を持たない散州となった。
1912年、中華民国により沔陽州は廃止され、沔陽県と改められた。